# Carposina punctulata
Carposina punctulata là một loài bướm đêm thuộc họ Carposinidae. Nó là loài đặc hữu của Molokai.